# ATI Hollywood
Hollywood è l'unità di elaborazione grafica (GPU) utilizzata dalla console della Nintendo Wii. Progettata dalla ATI Technologies, è realizzata con lo stesso processo a 90 nm del processore IBM Broadway. Nintendo, ATI ed IBM non hanno diffuso molte informazioni sulla GPU e si suppone che si tratti essenzialmente di una versione potenziata della LSI per GameCube "Flipper".
Hollywood è un modulo Multi-Chip; uno dei due chip, chiamato Napa, controlla le funzioni di input/output, l'accesso alla RAM e la GPU con i suoi 3 MiB di memoria, e misura all'incirca 8 × 9 mm; il secondo, Vegas, gestisce il DSP audio ed i 24 MiB di 1T-SRAM interna e misura 13.5 × 7 mm.